# 三里村 (和歌山県)
三里村（みさとむら）は、和歌山県東牟婁郡にあった村。現在の田辺市本宮町の北部、熊野川の流域にあたる。

## 地理
- 山岳：樫尾森山、百前森山
- 河川：熊野川、音無川、三越川、越川

## 歴史
- 1889年（明治22年）4月1日 - 町村制の施行により、伏拝村・上切原村・大居村・切畑村・土河屋村・三越村・一本松村の区域をもって発足。
- 1956年（昭和31年）9月30日 - 本宮村・四村・請川村および敷屋村の一部（大字小津荷・高山）と合併して本宮町が発足。同日三里村廃止。